# Niconico
Niconico (jap. ニコニコ Nikoniko; dosł. „uśmiech”), dawniej Nico Nico Douga (jap. ニコニコ動画; ang. „Smile Videos”) lub w skrócie „Nico-dō” – japoński serwis internetowy umożliwiający udostępnianie filmów (ang. video sharing), zarządzany przez Niwango, filię Dwango. „Niconico” jest onomatopeją uśmiechu. Do 18 kwietnia 2012 roku platforma Niconico była czternastym najczęściej odwiedzanym serwisem internetowym. Strona zdobyła japońską nagrodę Good Design Award w 2007 roku i Honorary Mention w kategorii Digital Communities podczas Prix Ars Electronica w 2008 roku.

## Opis
Użytkownicy serwisu mogą przesyłać, oglądać i udostępniać pliki wideo. W odróżnieniu od praktyki panującej w innych serwisach tego typu, komentarze pojawiają się bezpośrednio na filmie i są zsynchronizowane z konkretnym czasem odtwarzania. Pozwala to na bezpośrednie odniesienie się do treści przedstawionych w wideo. Wraz z Hiroyukim Nishimurą, który był dyrektorem Niwango do lutego 2013 roku, atmosfera na Niconico i kontekst kulturowy serwisu stały się podobne do tych obecnych na 2channel czy Futaba Channel, a wiele popularnych filmików trafia w gusta otaku. Treści zamieszczane w serwisie odnoszą się bowiem do anime, gier komputerowych i muzyki pop. Niconico umożliwia też tagowanie wideo. Tagi mogą być edytowane nie tylko przez osobę, która udostępniła klip, lecz przez każdego użytkownika. Każdy film może mieć do dziesięciu tagów. Tagi te są wykorzystywane głównie do kategoryzacji, ale mogą także służyć skomentowaniu klipu czy też wyrażeniu satyry lub innej formy humoru związanej z treścią wideo. Do specyfiki strony należy także obecność MADów (movie anime dōjinshi) oraz składanek popularnych piosenek. W serwisie miały swoje premiery niektóre z serii ONA jak np. Upotte!!, Candy Boy, Tentai Senshi Sunred i Penguin Musume Heart.

## Historia

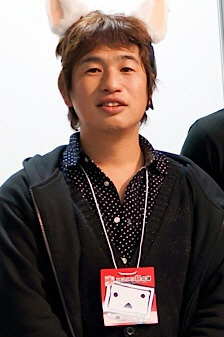
Nobuo Kawakami – założyciel i dyrektor naczelny Niconico

Pierwsza wersja Niconico wykorzystywała YouTube jako źródło treści wideo. Jednakże rosnąca popularność platformy doprowadziła do przeciążenia infrastruktury serwisu YouTube, czego skutkiem stało się zablokowanie dostępu do klipów YouTube z poziomu usługi Niconico. W konsekwencji Niconico był zmuszony zamknąć platformę, ale dwa tygodnie później wznowił działalność, tym razem z własnym serwerem wideo. 7 maja 2007 zapowiedziano powstanie mobilnej wersji strony. 9 sierpnia 2007 r. „Nico Nico Douga (RC) Mobile” obsługiwała telefony NTT DoCoMo i au.